# Amblytropidia hispaniolana
Amblytropidia hispaniolana är en insektsart som beskrevs av Perez-gelabert, Dominici, Hierro och D. Otte 1995. Amblytropidia hispaniolana ingår i släktet Amblytropidia och familjen gräshoppor. Inga underarter finns listade i Catalogue of Life.